# Экология Тульской области
Экология Тульской области — состояние и характеристики экосистемы Тульской области. Регион является одним из самых индустриальных в центральном регионе России. Для него характерны высокий уровень загрязненности воздуха, основная часть протекающих рек относится к классам «загрязненных» и «грязных», сильное загрязнение территории после аварии на Чернобыльской АЭС, состояние около трети всех почв региона близко к катастрофическому. По данным экологической организации «Зелёный патруль», ряд городов Тульской области входят в число наиболее неблагоприятных городов Российской Федерации.

## Промышленное загрязнение

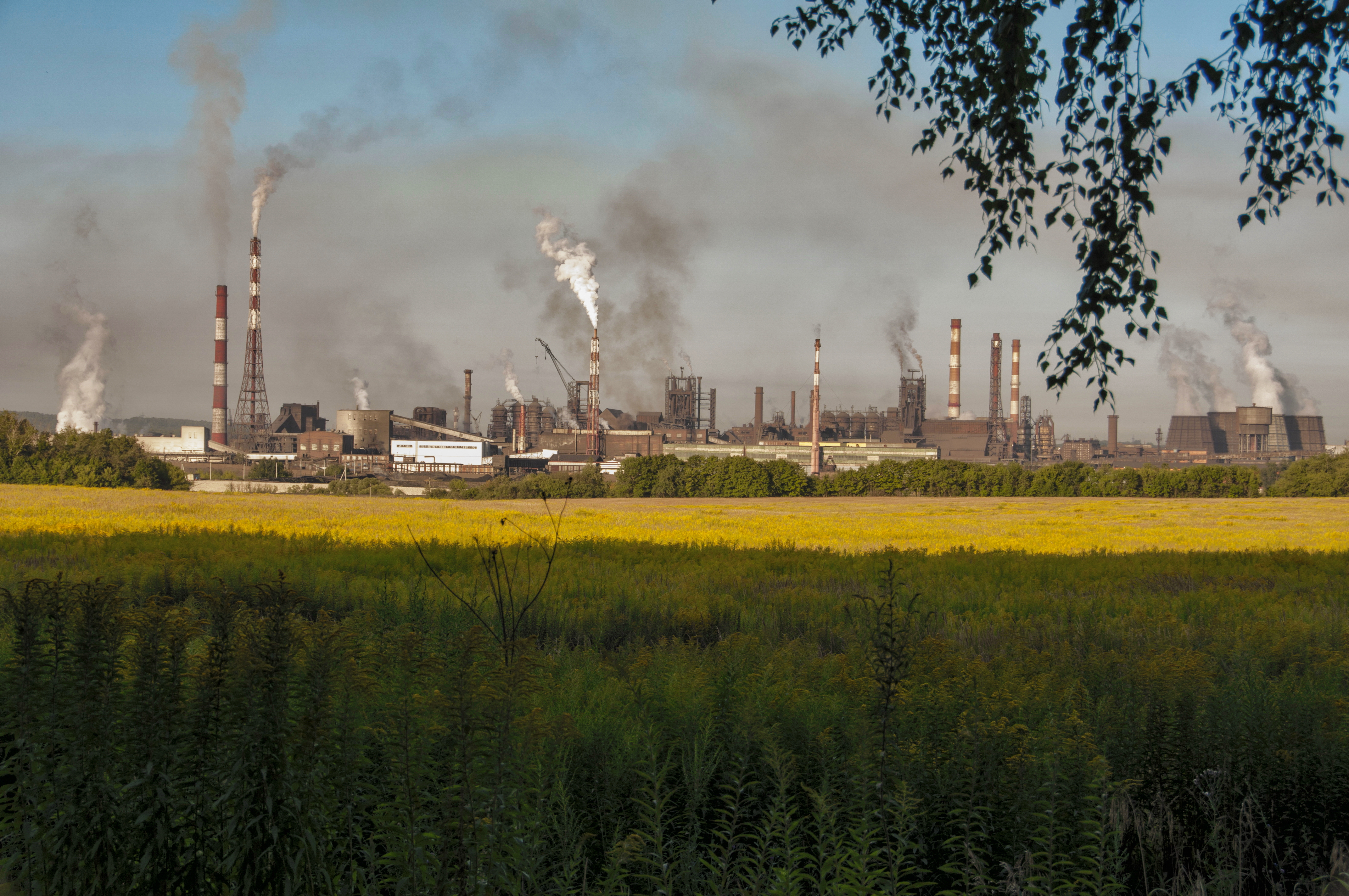
Вид на АО «Тулачермет»

Наибольшее количество вредных выбросов обеспечивают предприятия чёрной и цветной металлургии. Второе место по масштабам выделения вредных веществ в атмосферу занимают предприятия химической промышленности. Машиностроение, теплоэнергетика и загрязнение от автотранспорта находятся на третьей позиции в списке ключевых источников загрязнения воздуха в Тульской области.
По данным выборочного федерального статистического наблюдения в 2021 году выбросы в атмосферу вредных веществ организациями Тульской области составили 115,72 тыс. тонн и по сравнению с 2020 годом наблюдается снижение выбросов на 3,47 тыс. тонн, или на 2,91 %. На очистные сооружения в 2021 году поступило 430,15 тыс. тонн загрязняющих веществ, из них 423,62 тыс. тонн (98,5 %) уловлено и обезврежено. Из поступивших на очистку уловленных и обезвреженных загрязняющих веществ в 2021 году утилизировано 349,24 тыс. тонн, что составляет 82,4 %, (в 2020 году — 90,6 %), в том числе твёрдых веществ — 290,99 тыс. тонн (87,7 %), газообразные и жидкие — 58,26 тыс. тонн (63,4 %). В общем количестве выброшенных в 2021 году в атмосферу загрязняющих веществ твёрдые вещества составили 5,9 %, газообразные и жидкие — 94,1 %, из них оксид углерода — 56,1 %, оксиды азота — 17,3 %, диоксид серы — 8,7 %.
Наибольшее количество загрязняющих веществ попадает в атмосферу с выбросами промышленных предприятий городского округа город Тула — 60,76 тыс. тонн, что составляет 52,5 % общего выброса. Следующими по количеству выбросов являются городской округ город Новомосковск — 13,54 тыс. тонн (11,7 % общего выброса) и городской округ рабочий посёлок Новогуровский — 12,0 тыс. тонн (10,4 % общего выброса). Крупнейшими источниками выбросов в атмосферу являются: АО «Тулачермет», АО «Щёкиноазот», ООО «ХайдельбергЦемент Рус», филиал «Черепетская ГРЭС имени Д. Г. Жимерина» АО «ИНТЕР РАО — Электрогенерация», АО НАК «Азот», ПАО «Косогорский металлургический завод».
Загрязненность поверхностных вод носит масштабный характер, в них могут присутствовать различные химические вещества: азот аммонийный и нитритный, фосфаты, сульфаты, хлориды и соли тяжелых металлов, фенол и нефтепродукты. Мелкие реки под воздействием сельского хозяйства, бесконтрольной химизации в течение длительного времени, распашки водоохранных зон и водной эрозии пересыхают. Загрязнению и исчезанию рек способствует также устаревшая система очистных сооружений Тулы и Тульской области, которая требует серьёзной модернизации и ремонта. Основными причинами загрязнения поверхностных вод Тульской области являются сбросы недостаточно очищенных сточных вод предприятий. Существенными загрязнителями поверхностных вод являются такие предприятия, как «Тулагорводоканал», Новомосковская акционерная компания «Азот» и «Щёкиноазот».

## Авария на Чернобыльской АЭС

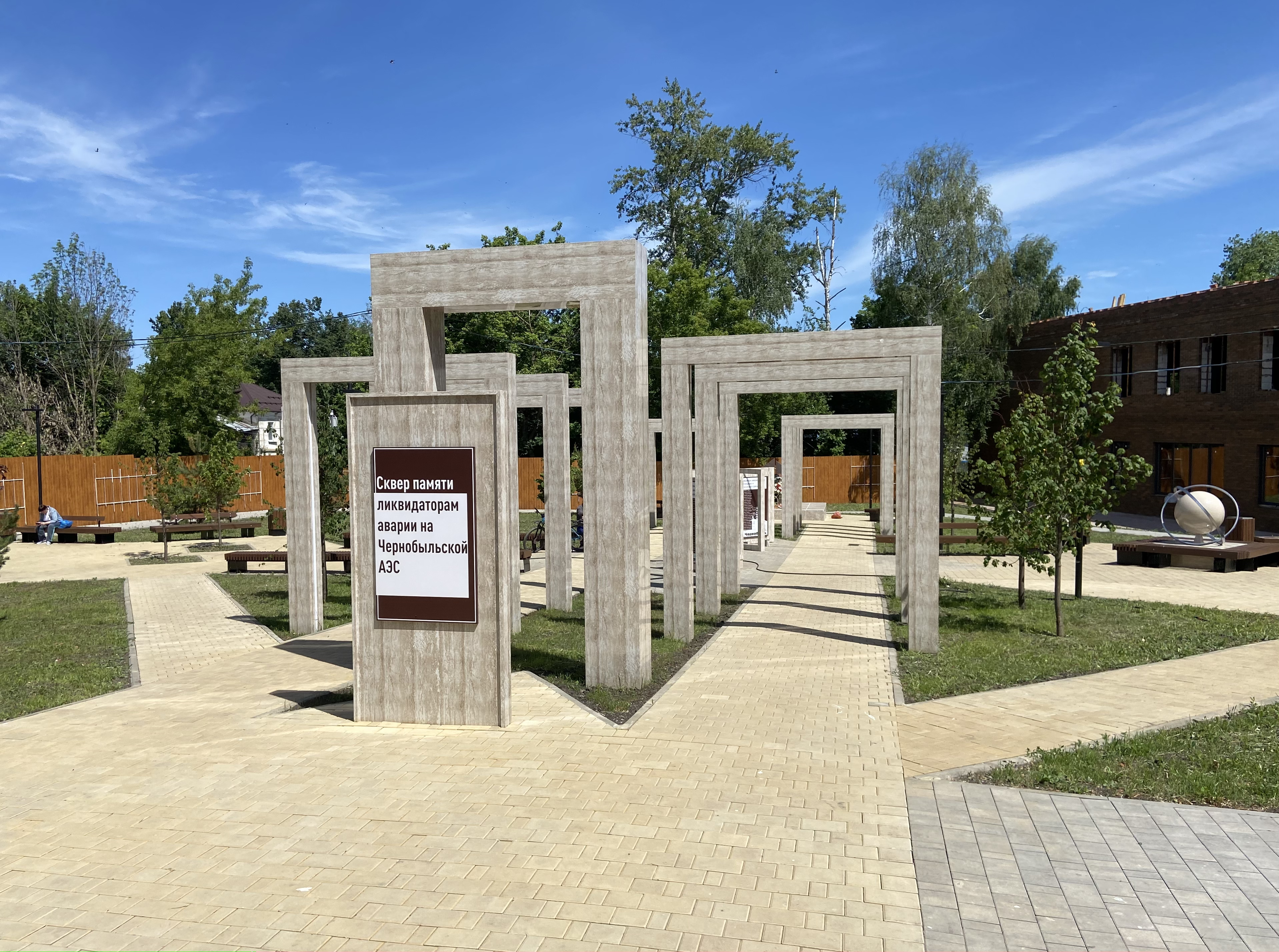
Cквер памяти ликвидаторов аварии на Чернобыльской АЭС в Богородицке.

Тульская область, в результате выпадения радиоактивных осадков после аварии на Чернобыльской АЭС в 1986 году, попала в зону загрязнения радионуклидов, у которых период полураспада составляет до 30 лет. Из всех выпавших радионуклидов основной вклад в формирование радиационной обстановки внесли в начальный период — короткоживущий йод-131, а в последующий период — цезий-134, цезий-137 и, в меньшей степени, стронций-90. На территории зоны радиоактивного загрязнения оказалось 687,4 тыс. га площадей сельскохозяйственных угодий, в том числе 76,5 тыс. га — с плотностью загрязнения радиоцезием свыше 5,0 Кu/км². В зону чернобыльского поражения попали 27 % лесных массивов Тульской области, при этом общая площадь загрязнения лесных угодий радионуклидами цезия-137 составила 78,388 тыс. га. Радиоактивное облако пролилось над 2036 населёнными пунктами в Арсеньевском, Плавском, Щёкинском, Киреевском, Тепло-Огарёвском, Узловском, Белёвском и Новомосковском районах. Общая численность населения Тульской области, проживающего на загрязнённой цезием-137 территории, составила свыше 900 тыс. человек (абсолютный рекорд по России). Плотность радиоактивного загрязнения почвы цезием-137 составила в среднем от 1 до 15 Кu/км², а на отдельных участках территорий — до 27-40 Кu/км². Содержание здесь цезия-137 даже спустя 30 лет остается на высоком
уровне, и достигает от 1 до 5 Ки/км². Самые зараженные города Тульской области: Узловая, Белёв, Новомосковск, Плавск, Богородицк и Чернь.
Первоначально к радиоактивно загрязненным территориям были отнесены 2036 населенных пунктов Тульской области. С 2015 года с учётом изменения радиационной обстановки, в том числе в результате осуществления в 1986—2015 годах комплекса защитных и реабилитационных мероприятий, действует постановление Правительства Российской Федерации от 8 октября 2015 года № 1074 «Об утверждении перечня населенных пунктов, находящихся в границах зон радиоактивного загрязнения вследствие катастрофы на Чернобыльской АЭС». Согласно данному постановлению, статус территории льготного проживания получили следующие районы: Арсеньевский, Белёвский, Богородицкий, Воловский, Ефремовский, Каменский, Кимовский, Киреевский, Куркинский, Новомосковский, Одоевский, Плавский, Тепло-Огаревский, Узловский, Чернский, Щёкинский и город Донской, а к зонам радиоактивного загрязнения отнесено 1215 населенных пунктов. При этом 91 населённый пункт Тульской области были исключены из перечня населённых пунктов, находящихся в границах зон радиоактивного загрязнения вследствие катастрофы на Чернобыльской АЭС, так как в результате радиоактивного распада, концентрация радионуклидов в почве меняется, то соответственно и площадь загрязнения земель со временем сокращается.
Мониторинг суммарной бета-активности радионуклидов в регионе проводится на авиационной метеорологической станции гражданской, расположенной на аэродроме Клоково в Туле. Среднегодовые значения суммарной объемной бета-активности атмосферного воздуха на территории Тульской области находятся в пределах от 0,6 до 0,8 Бк/м2*сут., достигая в отдельные периоды по данным разовых измерений максимальных значений 1,4 Бк/м2*сут.и минимальных 0,4 Бк/м2*сут. Основными источниками поступления бета-излучающих радионуклидов техногенного происхождения в атмосферу обусловлено ветровым подъёмом радиоактивных веществ с поверхности почв, загрязненных в результате глобальных выпадений.
Согласно расчёту, проведённому Управлением Роспотребнадзора по Тульской области за период с 1986 по 2018 год накопленная эффективная доза жителей Тульской области не превысила 70 мЗв (величину, определённую в Федеральном законе № 3-ФЗ «О радиационной безопасности населения»). С 1987 года превышений допустимых уровней по содержанию цезия-137 и стронция-90 в пищевых продуктах и продовольственном сырье местного производства не обнаружено. По прогнозным данным Росгидромета, снижение радиоактивного загрязнения территории Тульской области до уровня менее 5,0 Кu/км² ожидается к 2029 году, а снижение до уровня ниже 1 Кu/км² — не ранее 2099 года. В настоящее время показатели радиационного фона находятся на уровне средних значений многолетних наблюдений в пределах естественных колебаний, характерных для средних широт Европейской территории России и в среднем составляют 0,09 — 0,15 мкЗв/час.

## Охрана окружающей среды

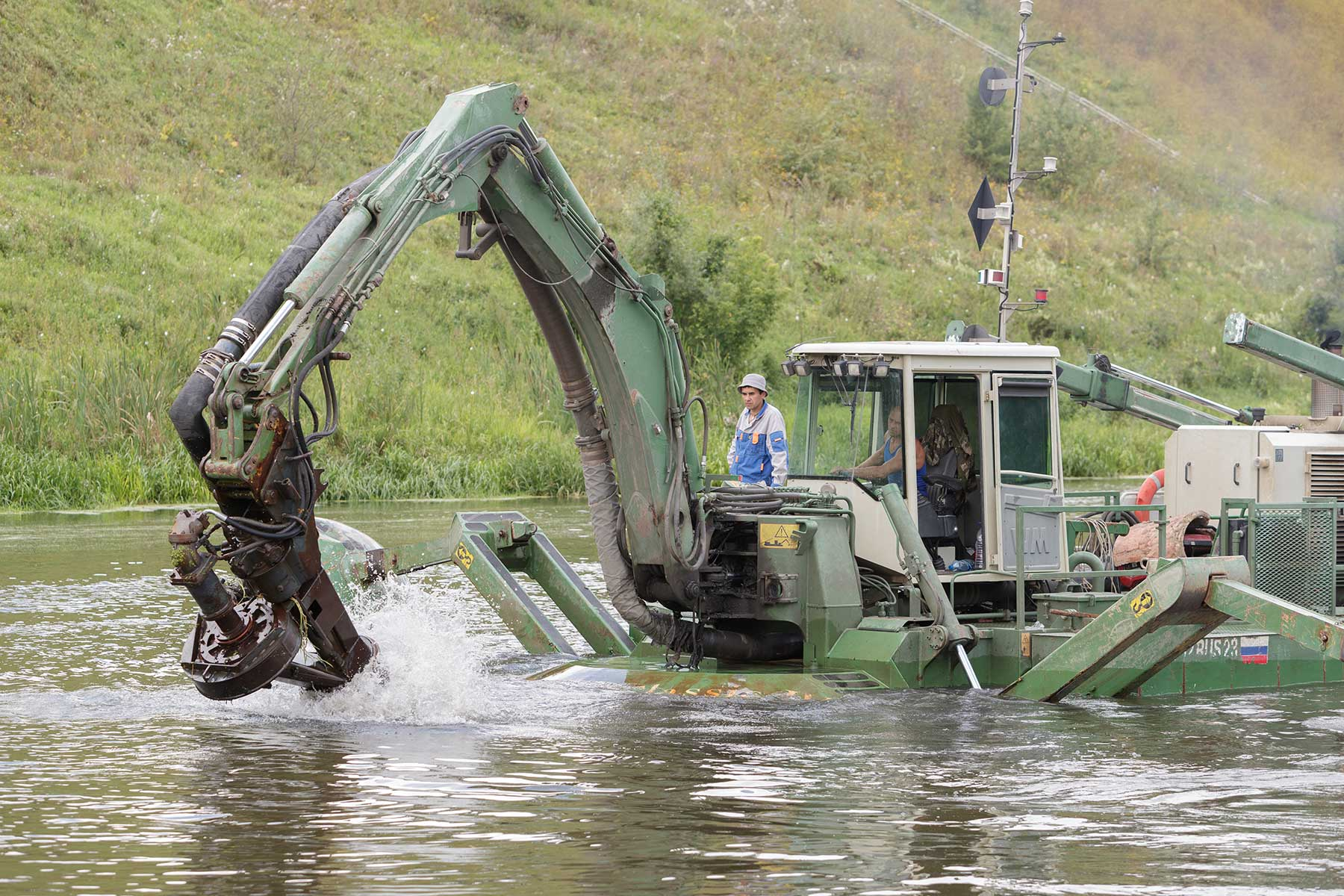
Расчистка водных объектов в Тульской области

В рамках национального проекта «Экология» в Тульской области реализуются четыре основные программы, направленные на ликвидация уже накопленного экологического ущерба, созданию индустриального комплекса обработки, утилизации и размещения твёрдых коммунальных отходов, охрану леса и создание особо охраняемых природных территорий. В 2020 году в регионе создан научно-образовательный центр мирового уровня (НОЦ) «ТулаТЕХ», одним из приоритетных проектов которого является разработка цифровой платформы экологического мониторинга (ЦПЭМ). На его базе разработана концепция по реализации пилотной версии автоматизированной системы государственного экологического мониторинга в виде цифровой платформы для определения состояния окружающей среды Тульской области в режиме реального времени с возможностью аналитики и прогноза состояния окружающей среды.
Особо охраняемые природные территории в Тульской области включают 53 объекта регионального значения, в том числе 50 памятников природы, 1 природный заказник, 1 природный парк и 1 особо охраняемую природную территорию местного значения (Малиновая засека). Помимо этого, на территории области находится «Лихвинский разрез» — природный памятник отложения ледникового периода. Общая площадь особо охраняемых природных территорий, включая охранные зоны, составляет 11 208,10 га. За период с 2015 по 2020 годы было создано 6 новых ООПТ: 4 памятника природы общей площадью 27,1 га, 1 государственный природный заказник площадью 2046 га и особо охраняемая природная территория местного значения площадью 1289,2 га. Для оперативного решения вопросов в регионе утвержден проект «Сохранение биологического разнообразия и развитие экологического туризма».

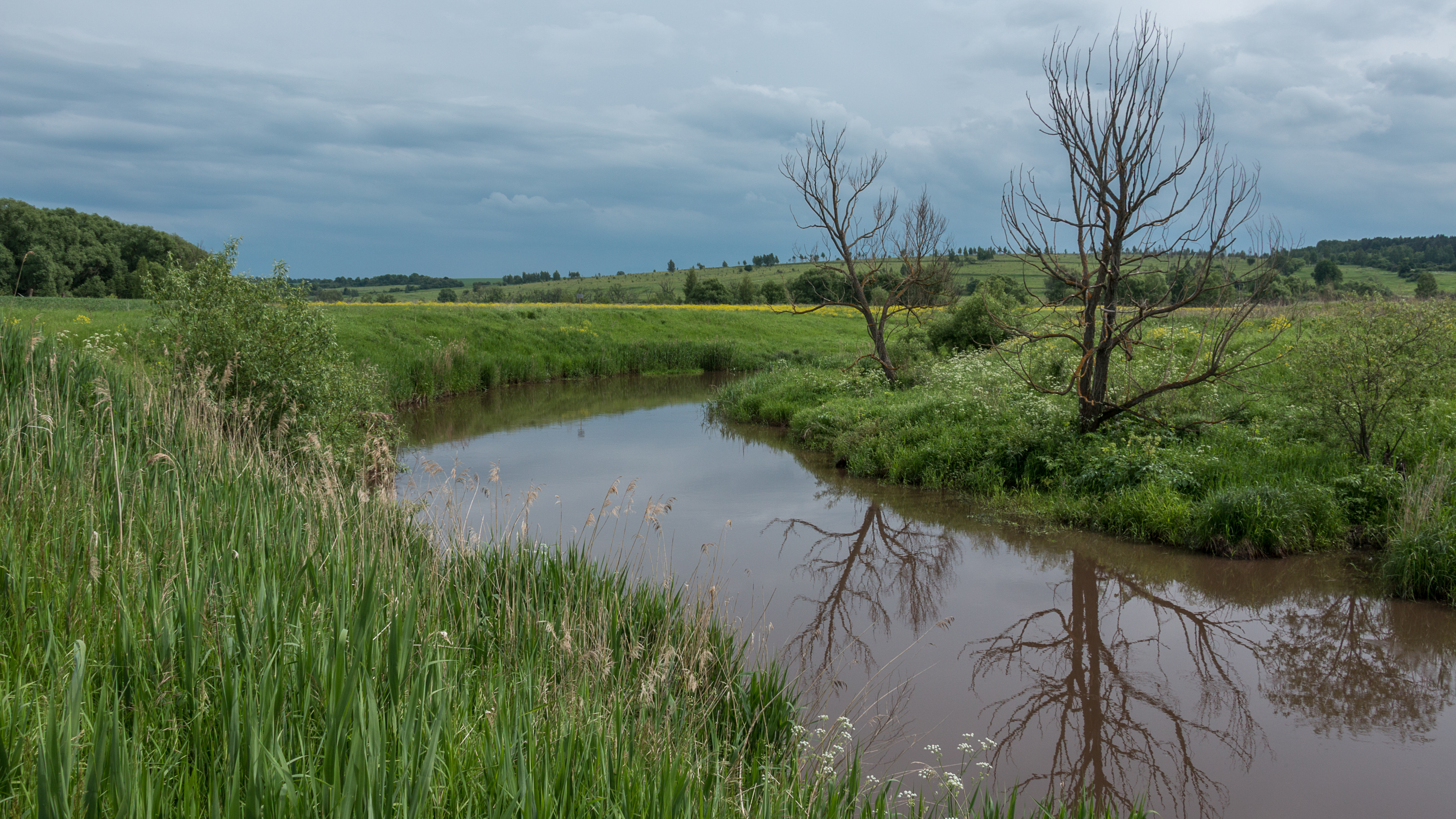
Киреевский заказник

В 2021 году в регионе создано новое государственное учреждение — «Природа», деятельность которого связана с охраной и наблюдением за состоянием окружающей среды. Также в функции входят управление и контроль за особо охраняемыми территориями, контроль за выбросами загрязняющих веществ в периоды неблагоприятных метеорологических условий. С целью расширения возможностей просветительской деятельности ГУ ТО «Природа» заключены соглашения о сотрудничестве с ГБУ КО «Дирекция парков», ГУК ТО «Тульский областной экзотариум», ГОУ ДО ТО «Центр дополнительного образования детей», ФГБОУ ВО «Тульский государственный педагогический университет им. Л. Н. Толстого».
С 2020 года особо охраняемыми природными территориям регионального значения на территории Тульской области стало заниматься отдельное ведомство — Дирекция особо охраняемых природных территорий. Состояние особо охраняемых природных территорий Тульской области оценивается как удовлетворительное. В настоящее время она функционирует как подразделение ООПТ Тульской области ГУ ТО «Природа».
С крупными промышленными предприятиями заключены соглашения о реализации природоохранных мероприятий для минимизации сброса отходов в окружающую среду. Кроме того, в Тульской области планируются мероприятия по расчистке всей реки Дон, которые завершатся в 2030 году. Работы были начаты в 2019 году и уже завершена расчистка реки Ока в Белёве и реки Упы в Одоеве. В 2022 году завершены расчистки участков водных артерий региона: реки Дон в посёлке Епифань Кимовского района (2,0 км) и реки Шиворонь в селе Дедилово Киреевского района и посёлке Ильинка Узловского района (5 км), реки Скнига с притоком в Заокском районе (3,5 км) начатые в 2021 году. Планируется расчистка реки Упы в Туле, поднятие уровня русла и строительство новых очистных сооружений.

## Сбор и утилизация отходов
С 1 января 2019 года организацию деятельности по обращению с твердыми коммунальными отходами на территории Тульской области выполняют два региональных оператора: «Хартия» (в границах городского округа Тулы, Киреевского и Щёкинского районов) и «МСК-НТ» (на остальной территории региона).
Сбор и транспортирование твердых коммунальных отходов осуществляется мусоровозами по утвержденному графику вывоза отходов по транспортным схемам и маршрутам. Автопарк регионального оператора оснащен спутниковым навигационным оборудованием, позволяющим определить, где находится мусоровозная машина, какой объект она обслуживает, когда должна прибыть на конечный пункт маршрута или к месту разгрузки, когда приступит к следующему маршруту. Также проводится фотофиксация контейнерной площадки до и после вывоза твердых коммунальных отходов. На сегодняшний день основным способом конечного обращения с отходами, в том числе с твердыми коммунальными отходами, на территории Тульской области является их размещение на объектах захоронения.

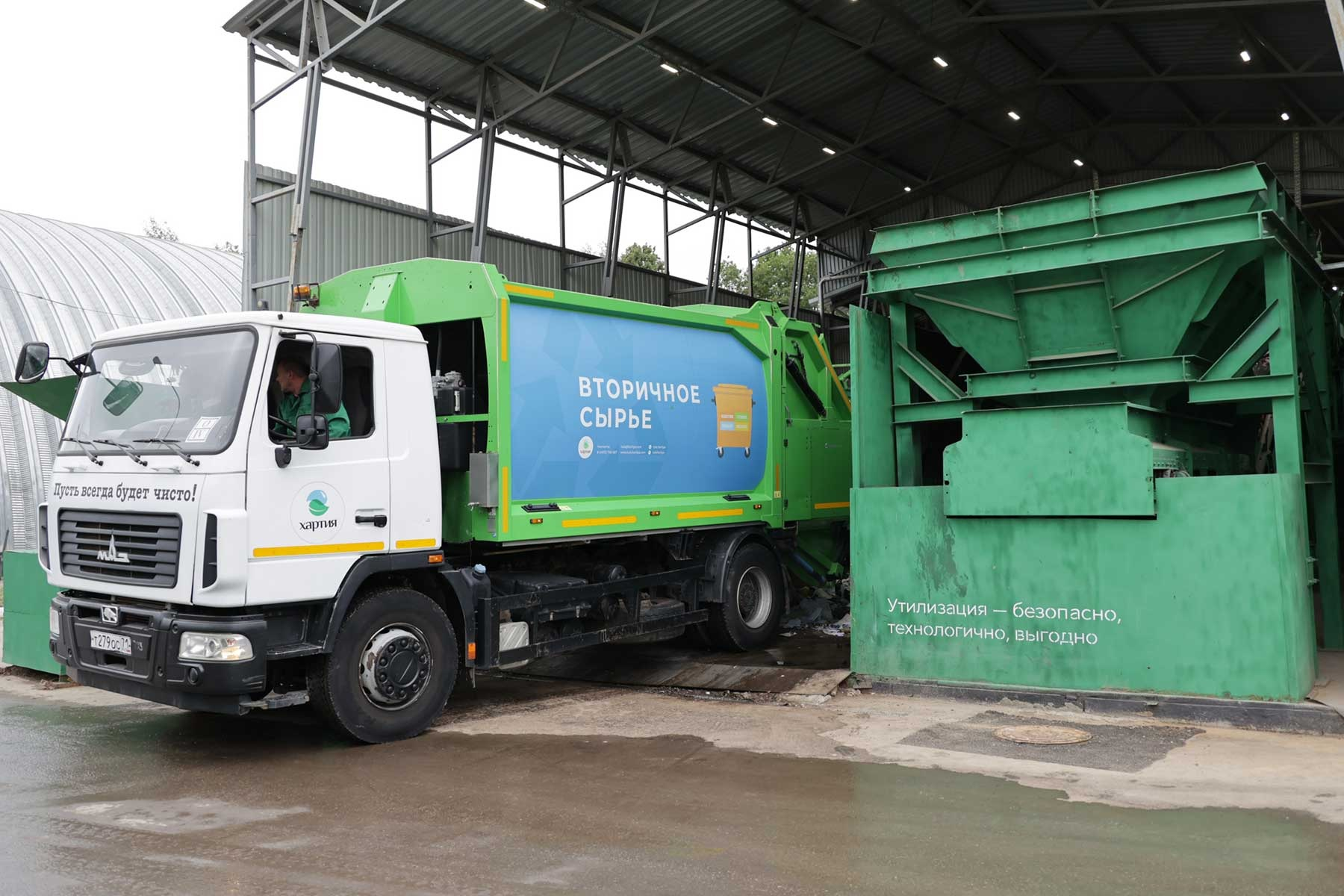
Мусоровоз в Туле

В 2021 году региональный оператор «Хартия» запустил в эксплуатацию экотехнопарк «Тула» мощностью до 100 тыс. тонн отходов в год. На территории площадью 42 га расположен комплекс по переработке отходов, где установлены: мусоросортировочный комплекс, зоны хранения вторичного сырья, участки по обработке органики, участок гидросепарации и бесконтактного расщепления полимеров. На смежном участке площадью 28 га расположен полигон размещения неутильных фракций общей вместимостью 6,9 млн тонн (проектный срок эксплуатации 19 лет). В экотехнопарк поступают отходы из Тулы, Киреевского и Щёкинского районов. В 2023 году планируется запуск второй очереди данного комплекса по переработке отходов.
В 2022 году Тульская область приступила к первому этапу внедрения системы раздельного сбора твердых коммунальных отходов, для чего в городах Тула, Узловая, Новомосковск и Щёкино было установлено более 450 специальных контейнеров. Для их переработки и извлечения из них полезных компонентов задействованы комплекс по обработке мусора компании «МСК-НТ» в Дубенском районе и экотехнопарк «Тула» компании «Хартия». До 2024 года с участием компании «Российский экологический оператор» в Тульской области будет создано три предприятия по переработке твердых коммунальных отходов. Соглашение об их строительстве было заключено на XXV Петербургском международном экономическом форуме. К 2026 году в Тульской области из существующих 7 полигонов твердых коммунальных отходов останутся открытыми только 3: в Туле на Новомосковском шоссе, в Дубенском и Узловском районах. Все они будут оснащены современным оборудованием по очистке и сортировке отходов, отпугивателями птиц, дренажными системами. Закрытые полигоны будут рекультивированы.
В апреле 2022 года в Тульской области стартовал экологический проект «Без покрышек 71» в рамках которого жители региона могут сдать изношенные шины для утилизации на безвозмездной основе. В муниципалитетах изношенные шины принимают на 27 площадках. По итогам первого года реализации экопроекта более 2000 тонн покрышек, относящихся к IV классу опасности, были безопасно утилизированы. По итогам XX Юбилейной Национальной экологической премии имени В. И. Вернадского эко-проект «Без покрышек 71» признан лучшим экологическим проектом России.
В декабре 2023 года Тульская область заняла 2-е место в «Зелёном рейтинге» регионов России по обращению с твердыми коммунальными отходами, составленный компанией «Российский экологический оператор».